# Nika Prevc
Nika Prevc (Kranj, 15. ožujka 2005.) slovenska je natjecateljica u skijaškim skokovima.
Jedna je od najuspješnijih u svome sportu svih vremena s dvije ukupne pobjede u Svjetskom kupu, dvije zlatne medalje na Svjetskom prvenstvu i tri zlata na juniorskom Svjetskom prvenstvu. Prevc je aktualna svjetska rekorderka s 236 metara, što je postigla u Vikersundu 14. ožujka 2025.
Prvi iskorak ostvarila je u sezoni 2023./24., prvom pojedinačnom pobjedom u Svjetskom kupu u prosincu 2023. te konačnom ukupnom pobjedom. U sezoni 2024.-'25. ponovno je osvojila ukupni naslov Svjetskog kupa, postavila rekord za najviše bodova u sezoni Svjetskog kupa za žene (1933) i izjednačila rekord za uzastopnih pobjeda (10) i ukupnih pobjeda (15) u jednoj sezoni.
Na Svjetskom prvenstvu u Trondheimu 2025. Prevc je postala svjetska prvakinja u obje ženske pojedinačne discipline, postavši tako prva žena koja je osvojila dvije zlatne medalje na istom prvenstvu.
Potječe iz poznate skakačke obitelji – sva tri njezina brata (Peter, Cene i Domen) također su skijaši skakači, svi su uspješni s medaljama s olimpijskih igara i sa svjetskih prvenstava.